# Városház tér (Budafok)

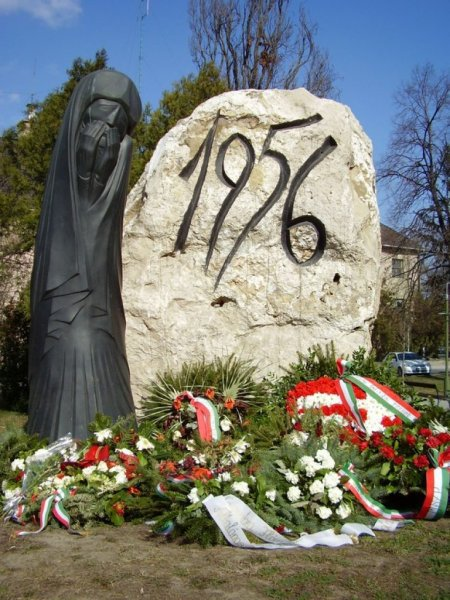
Az 1956-os emlékmű

A Városház tér Budapest XXII. kerületében, Budafokon található. A Mária Terézia utca 19 és Budafok megállóhely közt terül el.

## Története, leírása
A téren áll a budafoki városháza, a posta és a kerületi rendőrkapitányság épülete, valamint egy 1956-os emlékmű, amely Szervátiusz Tibor alkotása.
A tér előző nevei:
- 1900–1946 – Városház tér
- 1946–1968 – Dózsa György tér
- 1968–1990 – Varga Jenő tér
- 1990 óta ismét a Városház tér nevet viseli.

## Megközelítés budapesti tömegközlekedéssel
- Villamos:  47, 56
- Autóbusz:  33, 58, 114, 133E, 141, 158, 213, 214, 241, 241A, 250, 250B, 251, 251A
- Éjszakai autóbusz:  941, 973, 973A